# Pepe Yeruba
José Iván Pizarro Álvarez (23 de noviembre de 1945-San Bernardo, 24 de abril de 2016), más conocido como su apodo artístico «Pepe Yeruba», fue un presentador de televisión y locutor radial chileno. Fue conocido principalmente por su rol en la coanimación de Sábados Gigantes, en la década de 1980, junto a Don Francisco.

## Carrera profesional
Antes de iniciar la coanimación de Sábados Gigantes, Yeruba destacó en la animación de eventos universitarios y locutor radial en Radio Minería, siendo destacado como el Revelación Radial en 1977.
Inició su participación en Sábados Gigantes en 1979, tras la invitación de Mario Kreutzberger, y trabajó durante 12 años en la coanimación del programa, período en el cual califica como su inicio de la carrera profesional internacional. A medida que se internacionalizó el magacín en 1986, Pepe Yeruba fue reduciendo su aparición en pantalla, hasta que fue despedido en abril de 1990. En una entrevista dada en Radio Cooperativa, Yeruba dijo que su despido del programa correspondió a «caprichos personales» de Kreutzberger, en lugar de un asunto profesional. Debido a los roces entre ambos, Pepe Yeruba no fue invitado a la celebración de los 50 años del programa Sábado Gigante, realizado en el año 2012.
Tras su paso por Sábados Gigantes, estableció su propia productora de televisión, y en los últimos años de su vida, se dedicó a ser director y locutor de la Radio San Bernardo, una emisora local desaparecida en 2005. También se presentó como candidato a concejal por esa comuna en las elecciones municipales de 2004, pero no fue elegido como Independiente.

## Fallecimiento
Pepe Yeruba arrastró una neuropatía diabética, la cual dio a conocer en el programa de televisión Sin Dios ni Late en 2014. Falleció en la madrugada del 24 de abril de 2016, en el Hospital Parroquial de San Bernardo, pero su muerte fue certificada por el Servicio Médico Legal en la mañana del día siguiente, debido a que se desconoció el horario de su fallecimiento.